# Michail Nikolaevič Raevskij
Michail Nikolaevič Raevskij (in russo Михаил Николаевич Раевский?; Kerč', 15 febbraio 1841 – Sebastopoli, 10 ottobre 1893) è stato un generale russo.

## Biografia
Era il secondogenito di Nikolaj Nikolaevič Raevskij, e di sua moglie, Anna Michajlovna Borozdina.
All'età di un anno e mezzo perse il padre. Dopo la morte del padre, trascorse la maggior parte della sua infanzia con la madre e il fratello più grande in Italia, Francia e Inghilterra.
Studiò all'Università di Mosca, dove manifestò la sua passione per l'astronomia e al pensiero di dedicarsi alla carriera scientifica. Tuttavia, sotto l'influenza del principe Vladimir Vladimirovič Jašvil, Michail, insieme a suo fratello maggiore, intraprese la carriera militare.
Nel 1863 entrò nel reggimento degli ussari, comandata dal cugino. Nel 1876, Michail fu nominato aiutante di campo nel seguito di Sua Maestà Imperiale. Partecipò alla guerra russo-turca.
Nel tempo libero, Michail si occupò di agricoltura, soprattutto la coltivazione di frutta, nei suoi vasti possedimenti sulla costa meridionale della Crimea.

## Matrimonio
Sposò, l'11 aprile 1871, la damigella d'onore Marija Grigor'evna Gagarina (1851-1941), figlia di Grigorij Grigor'evič Gagarin, e della sua seconda moglie, Sof'ja Andreevna Daškova. Ebbero dieci figli:
- Marija Michajlovna (1872-1942), damigella d'onore, sposò Nikolaj Sergeevič Plautin (1868-1918);
- Nikolaj Michajlovič (1873-1900), sposò Anna Nikolaevna Priležaeva;
- Mikhail Michajlovič (1875-1922), sposò la principessa Ol'ga Sergeevna Gagarina;
- Anna Michajlovna (1876-1967), damigella d'onore, sposò Nikolaj Nikolaevič Šipov;
- Grigorij Michajlovič (1878-1883);
- Sofija Michajlovna (1881-1950), la damigella d'onore, sposò il principe Michail Anatol'evič Gagarin;
- Pëtr Michajlovič (1883-1970), sposò in prime nozze Sofija Pavlovna Ferzen, e in seconde nozze Zora-Sofija Milivoevna Černadaka
- Elena Michajlovna (1888-1889);
- Anastasija Michajlovna (1890-1963), sposò Vladimir Nikolaevič Zvegencov (1891-1973);
- Irina Michajlovna (1892-1955), la damigella d'onore, sposò in prime nozze Aleksandr Michajlovič Tolstoj e in seconde nozze Giorgio Alessandro, duca di Meclemburgo.

## Morte
Nel 1883, fu nominato direttore del Dipartimento di Agricoltura nel Ministero di Stato. Nel 1885, a causa di malattia della figlia, è stato costretto a dimettersi dalla sua posizione e si stabilì a Karasan. Fu un membro del Consiglio dei ministri. 
Nel 1891, lasciò la costa meridionale della Crimea e si stabilì a Carskoe Selo. Durante questo periodo, ha accettato di diventare presidente della Imperial Horticultural Society. 
Morì il 10 ottobre 1893 a Sebastopoli.